# Haralds Regža
Haralds Regža (* 6. Juni 1992 in Krāslava) ist ein lettischer Beachvolleyballspieler.

## Karriere
Regža nahm 2009 an der U18-Europameisterschaft im portugiesischen Espinho teil. Von 2010 bis 2015 war Armands Abolins sein Partner. Regža/Abolins spielten auf diversen U20-/U21-/U22-/U23-Europa- und Weltmeisterschaften, wobei sie 2011 in Tel Aviv U20-Vizeeuropameister wurden. An 2012 traten sie auch auf CEV- und FIVB-Turnieren an. Erfolgreicher waren Regža und Abolins in ihrem Heimatland. Sie konnten die lettische Meisterschaft 2011 und 2012 für sich entscheiden. Ab 2014 spielte Regža auch sporadisch mit dem Olympia-Medaillengewinner Mārtiņš Pļaviņš. Im Juni 2015 gewannen Pļaviņš/Regža bei den Europaspielen in Baku die Goldmedaille. Von August 2015 bis Ende 2017 war Pļaviņš sein Standardpartner. Pļaviņš/Regža konzentrierten sich zunehmend auf die FIVB World Tour und hatten zahlreiche Top-Ten-Platzierungen. 2017 gewannen sie auch die nationale Meisterschaft. 2018 spielte Regža zunächst mit Kristaps Šmits und später bis 2020 mit Toms Šmēdiņš.